# Nienbüttel
Nienbüttel (niederdeutsch: Nienbüddel) ist eine Gemeinde im Kreis Steinburg in Schleswig-Holstein. Sie gehört siedlungshistorisch zu den Büttel-Ortschaften.

## Geografie und Verkehr
Nienbüttel liegt etwa 3 km östlich von Wacken und 12 km nördlich von Itzehoe an der Bundesautobahn 23.
Zur Gemeinde gehört der Ortsteil Holstenbrook.

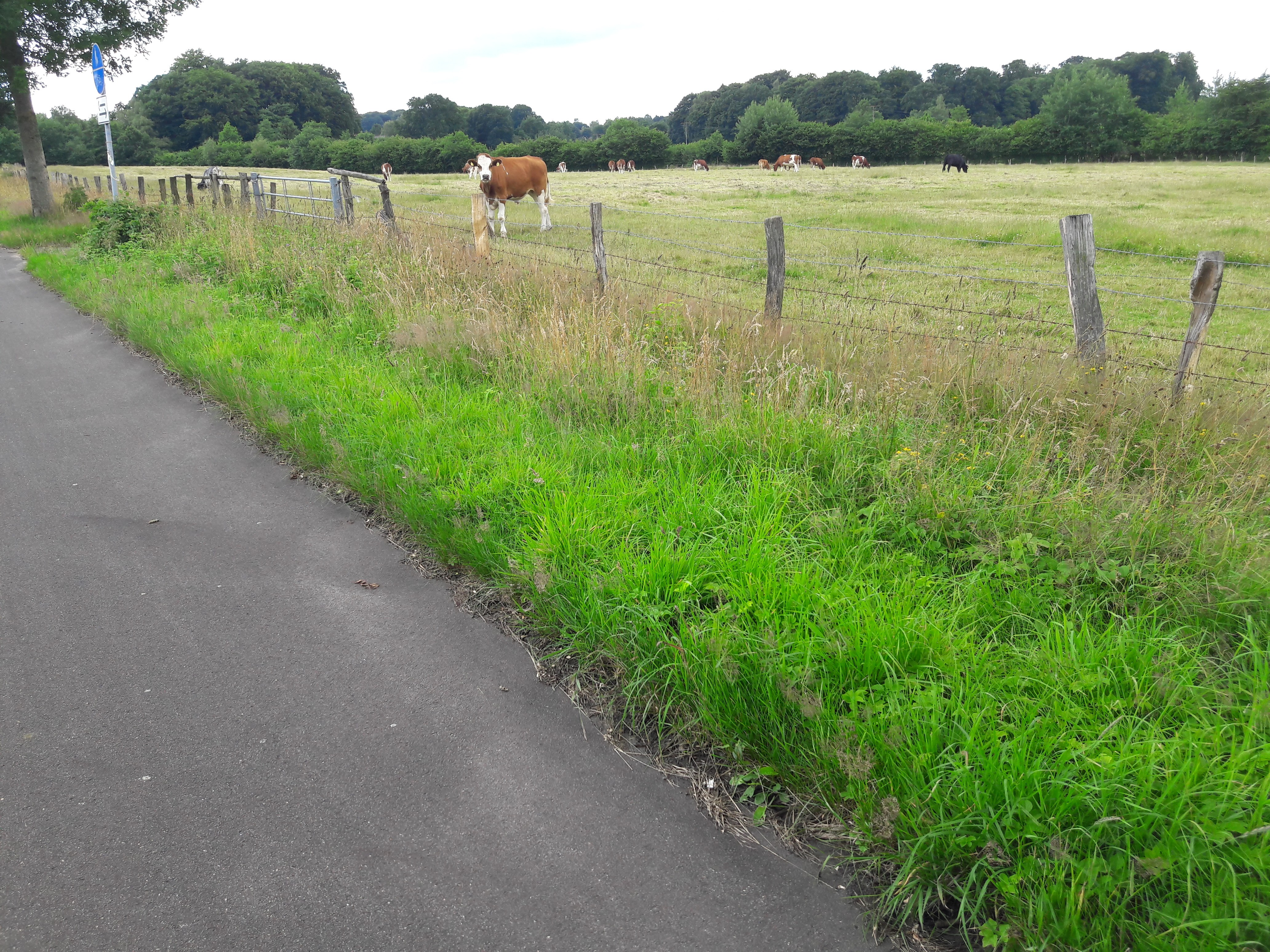
Kuhweide in Nienbüttel

## Politik

### Gemeindevertretung
Bei der Kommunalwahl am 14. Mai 2023 wurden insgesamt sieben Sitze vergeben. Diese fielen erneut alle an die Allgemeine Wählergemeinschaft Nienbüttel. Die Wahlbeteiligung betrug 65,7 %.

### Wappen
Blasonierung: „Von Rot und Grün durch einen gesenkten, schräglinken silbernen Wellenbalken geteilt, oben drei silberne Reethäuser, unten ein silberner Pflug.“